# Club Deportivo Denia
El Club Deportivo Denia (en valenciano Club Esportiu Dénia) es un club de fútbol español de la ciudad de Denia, Alicante, que juega en el Grupo II de la Lliga Comunitat. Fue fundado oficialmente el 3 de agosto de 1953 bajo el amparo de la Cofradía de Pescadores de Denia y con el nombre de Cofradía Pescadores Denia Club de Fútbol.
Adopta su actual nombre, el Club Deportivo Denia, en 1960 tras su ascenso a la Primera Regional de la Comunidad Valenciana.

## Historia
En la segunda década de 1900, llega el fútbol en la ciudad alicantina de Denia de manera amateur. Es en 1922, cuando el fútbol, deporte en auge en la península, se constituyen de manera oficial en la ciudad. Nacen dos clubs en la localidad, el Sport Club Dianense, establecido oficialmente el 18 de julio, y el Diana Foot-ball Club, el 29 de noviembre que perduraría hasta la guerra civil española. Ambos conjuntos mantuvieron numerosos encuentros entre sí y frente a otros clubes de Denia y de otras localidades vecinas como Oliva o Jávea.
Tras la guerra, el fútbol tarda en reinstaurarse en la ciudad marinera de la Marina Alta, pues pese a los intentos de refundación, las dificultades económicas lo impiden, aunque se siguen sucediendo encuentros amistosos entre las distintas localidades vecinas. Dichos encuentros, acabarían desembocando en la creación del Educación y Descanso Denia, un club amparado por la Confederación Nacional de Sindicatos, y se convertiría así en el primer club de la localidad en inscribirse dentro de la Federación Valenciana de Fútbol el día 15 de junio de 1941, para participar en la segunda categoría del fútbol valenciano.
Con el fútbol asentado, pasaría más de una década para el nacimiento del actual club, el cual se fundó el 3 de agosto de 1953 bajo el amparo de la Cofradía de Pescadores de Denia y bajo el nombre de Cofradía Pescadores Denia Club de Fútbol. El nombre sería cambiado en 1954 por el de Denia Club Pescadores al ser demasiado largo el anterior. Su primer uniforme constó de camiseta roja y pantalón azul, y con él empiezan a competir en la temporada 1953-54 desde la Segunda Regional Valenciana. En esta categoría permanecerá durantes varios años hasta que consiguió ascender a la Primera Regional Valenciana en la temporada 1959-60 tras sustituir al Real Alcodiam Deportivo, precursor del actual Club Deportivo Alcoyano, equipo que se retiró antes de comenzar la temporada, y momento en el que el club adopta su nombre actual, el Club Deportivo Denia.
En los años setenta se produce el cambio de uniforme por el amarillo para la camiseta, y el azul para los pantalones, los colores identificativos de la ciudad. Tras muchos años en el fútbol regional, finalmente consigue el ascenso a la Tercera División en la temporada 1979-80 de la mano de Salvador Mut, y cerca está de conseguir un nuevo ascenso de categoría la temporada siguiente.
Bajo el actual nombre y uniforme, debutó en Segunda División "B" en la temporada 2007-08, en donde militó en el Grupo III de dicha división hasta que en la temporada de 2012-13 
desciende a la Tercera División por falta de presupuesto.
Una temporada más tarde se desciende a Preferente. Coge las riendas de la dirección Antonio Roselló durante dos temporadas, hasta que dimite y se formaliza una junta gestora. Al año siguiente, se presenta Gema Estrela como presidenta, siendo el año 2013. Toca el saneamiento de cuentas y recuperar los activos de la cantera y comarca. El equipo lucha por la promoción en las temporadas siguientes, llegando a jugar los play-off en la temporada 2014/15.
Se formalizan elecciones en el año 2017, presentándose Javier Ferreres y Gema Estrela, retirando su candidatura el primero minutos antes de la votación, ganando las mismas Gema Estrela.

## Uniforme
- Uniforme titular: Camiseta amarilla, pantalón azul y medias amarillas.
- Uniforme suplente: Camiseta negra pantalón negro medias negras.

## Estadio
El C. D. Denia juega sus encuentros en el renombrado Estadio Diego Mena, (antiguo Camp Nou de Denia) con capacidad para 3000 espectadores.

## Jugadores

### Plantilla 2023/2024
Porteros: Edu y Matias
Defensas: Castillo, Elías, Oscar, Jaime, Ribes, Pablo  Seguí y Zazo.
Centrocampistas: Lucas, Bilal, Leo, Paco, Ferran y Pablo Lobo.
Delanteros: Renzo, Panucci, Quique Sirerol, Andrés, Facundo y Aisa.
2.º Entrenador: Miguel Pau PerezPerez
Preparador Físico: Eric
Fisitoterapeutas: Jorge Muñoz Soto
Delegado: Raúl Gómez

## Entrenadores

### Cronología de los entrenadores
- Quique Martín (1961/62).
- Pepe Aroca (2007/08).
- Nino Lema Mejuto (2007/08).
- Carlos Simón (2008/2009.
- Manolo Sánchez (2009).
- Guillermo Santosjuanes (2009).
- Nino Lema Mejuto (2009/2012).
- Paco Cuenca (2012).
- Guillermo Santosjuanes (2012).
- Jesús Moratal (2013/15).
- Juan Carlos Signes (2015-).

## Datos del club
- 2017/2018 - Preferente Valenciana:     3.ª posición
- 2016/2017 - Preferente Valenciana:	5.ª posición
- 2015/2016 - Preferente Valenciana:	2.ª posición
- 2014/2015 - Preferente Valenciana: 	5.ª posición
- 2013/2014 - Preferente Valenciana:	4.ª posición
- 2012/2013 - Tercera División: 	        20.ª posición
- 2011/2012 - Segunda División B:        15.ª posición
- 2010/2011 - Segunda División B:       8.ª posición
- 2009/2010 - Segunda División B:       5.ª posición
- 2008/2009 - Segunda División B:  	15.ª posición
- 2006/2007 - Tercera División: 	        1.ª posición
- 2005/2006 - Tercera División: 	        22.ª posición
- 2004/2005 - Tercera División: 	        12.ª posición
- 2002/2003 - Tercera División: 	        17.ª posición
- 2000/2001 - Tercera División: 	        20.ª posición
- 1999/2000 - Tercera División: 	        11.ª posición
- 1998/1999 - Tercera División: 	        13.ª posición
- 1984/1985 - Tercera División: 	        20.ª posición
- 1982/1983 - Tercera División: 	        12.ª posición
- 1981/1982 - Tercera División: 	        10.ª posición
- 1980/1981 - Tercera División: 	        3.ª posición
- 1975/1976 - Preferente Valenciana: 	10.ª posición
- 1974/1975 - Preferente Valenciana: 	15.ª posición
- 1972/1973 - Regional Preferente Valencia:	20.ª posición
- 1971/1972 - Regional Preferente Valencia:	20.ª posición
- 1970/1971 - Regional Preferente Valencia:	12.ª posición

## Trofeos amistosos
- Trofeo Ciudad de Gandía: (1) 1980